# Ideobisium antipodum
Ideobisium antipodum es una especie de arácnido del orden Pseudoscorpionida de la familia Syarinidae.

## Distribución geográfica
Se encuentra en Nueva Caledonia.